# 丹後海陸交通天橋立鋼索鉄道

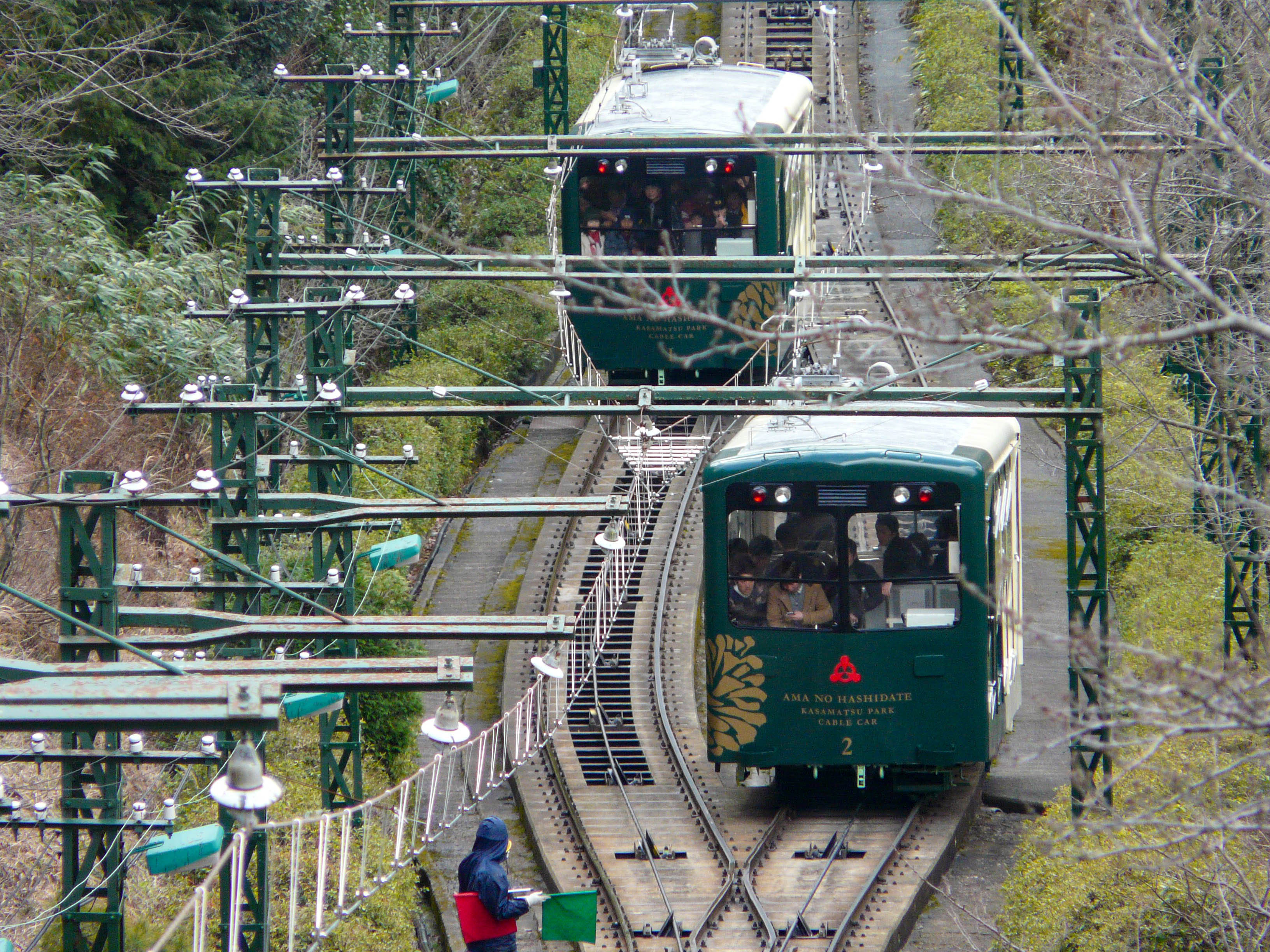
中間点でのすれ違い

天橋立鋼索鉄道（あまのはしだてこうさくてつどう）は、京都府宮津市の府中駅から傘松駅に至る丹後海陸交通のケーブルカー路線。天橋立ケーブルカー、傘松ケーブルとも呼ばれている。
WILLER TRAINS（京都丹後鉄道）宮豊線の天橋立駅から日本三景の天橋立、傘松公園を経て成相山成相寺へ至る参詣ルートの途中にある。リフトが併設してあり乗車券は共通となっている。

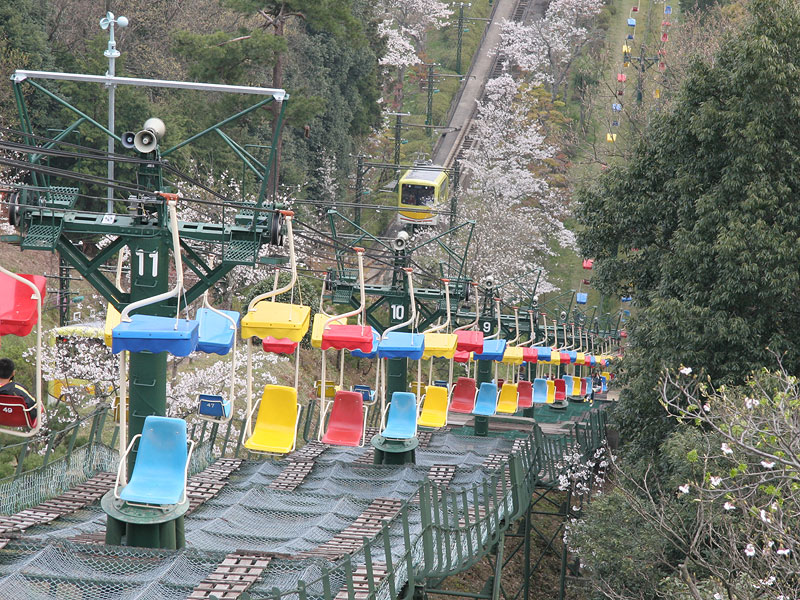
天橋立リフト

## 路線データ
- 路線距離（営業キロ）：0.4 km
- 軌間：1067 mm
- 駅数：2駅
- 高低差：130 m
- 最急勾配：461 ‰
- 最緩勾配：78 ‰

## 運行形態
15分間隔の運行で所要時間は4分。時期により営業時間が変わる。
- 1月、2月、12月 : 8:00 - 16:30
- 3月、11月 : 8:00 - 17:00
- 4月、5月、6月、9月、10月、7月1日 - 7月19日、8月21 - 8月31日 : 8:00 - 17:30
- 7月20日 - 8月20日 : 8:00 - 18:00

## 車両
現用車両の車体は1975年にアルナ工機で製造されたもので、車体長が7.95mと日本国内の鉄道事業法によるケーブルカーの旅客車としては最短級である。

## 歴史
- 1924年（大正13年）6月21日 丹後自動車に対し鉄道免許状下付[2]。
- 1925年（大正14年）12月5日 成相電気鉄道が設立[3]。
- 1926年（大正15年）5月5日 丹後自動車が鉄道敷設権を成相電気鉄道に譲渡することを許可[4]。
- 1927年（昭和2年）
  - 8月13日 成相電気鉄道が府中 - 傘松間を開業[5]。
  - 12月22日 天橋立鋼索鉄道に社名変更[6]。
- 1929年（昭和4年）8月5日 乗合自動車運行開始（傘松 - 成相寺間）[7]。
- 1944年（昭和19年）
  - 2月11日 不要不急線として廃止[8][9]。
  - 5月31日 天橋立鋼索鉄道会社解散[10]。
- 1950年（昭和25年）5月18日 丹後海陸鉄道に府中 - 傘松間地方鉄道免許[11]。
- 1951年（昭和26年）8月12日 丹後海陸交通により府中 - 傘松間が再開業[11]。

## 駅一覧
- 府中駅 - 傘松駅

府中駅は構内の勾配が78 ‰と、粘着式鉄道である小田急箱根鉄道線（箱根登山電車）の最急勾配区間（80 ‰）よりも緩斜面であり、ホームは階段状ではなくスロープとなっている。

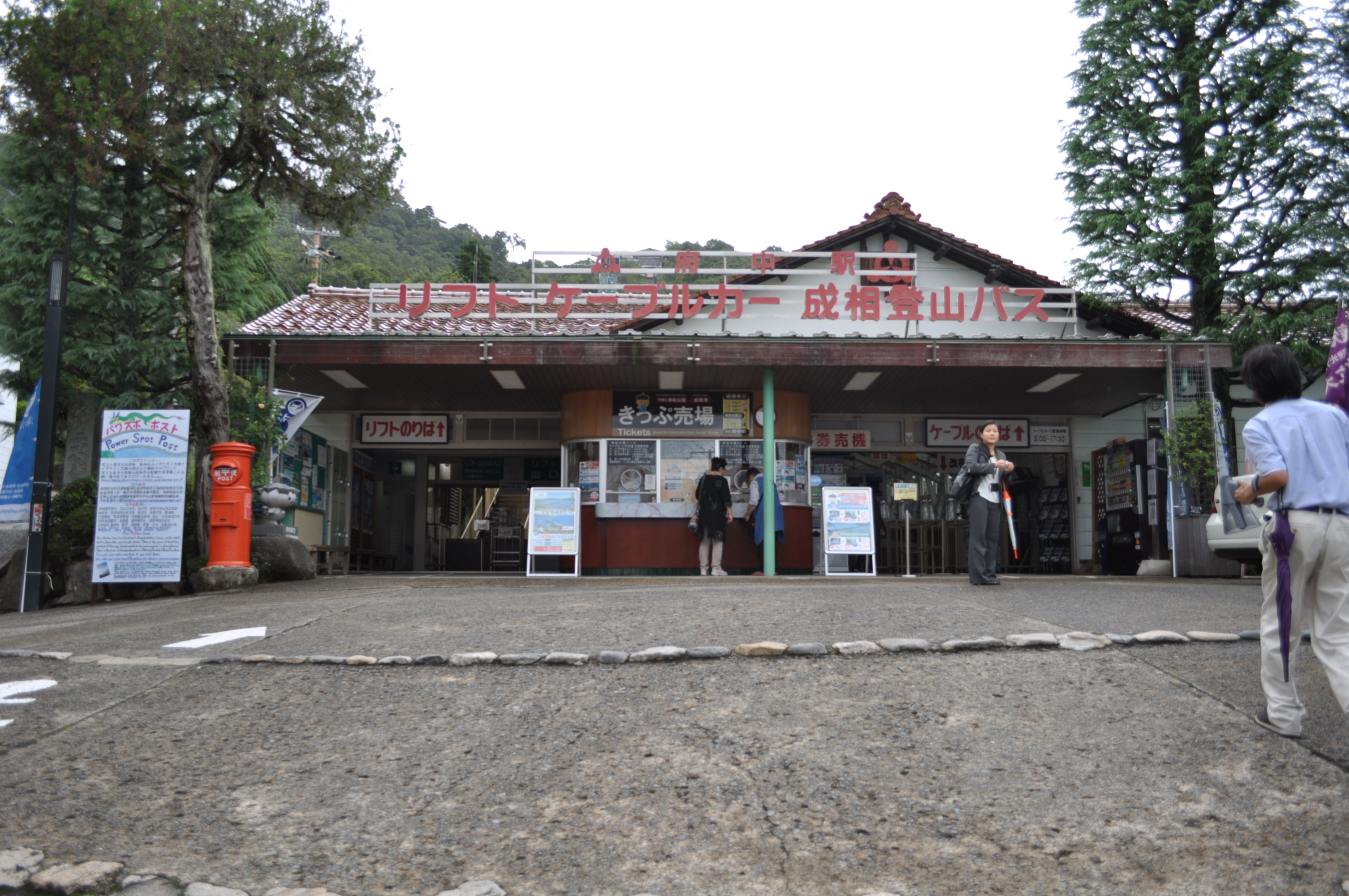
府中駅（2015年9月10日撮影）
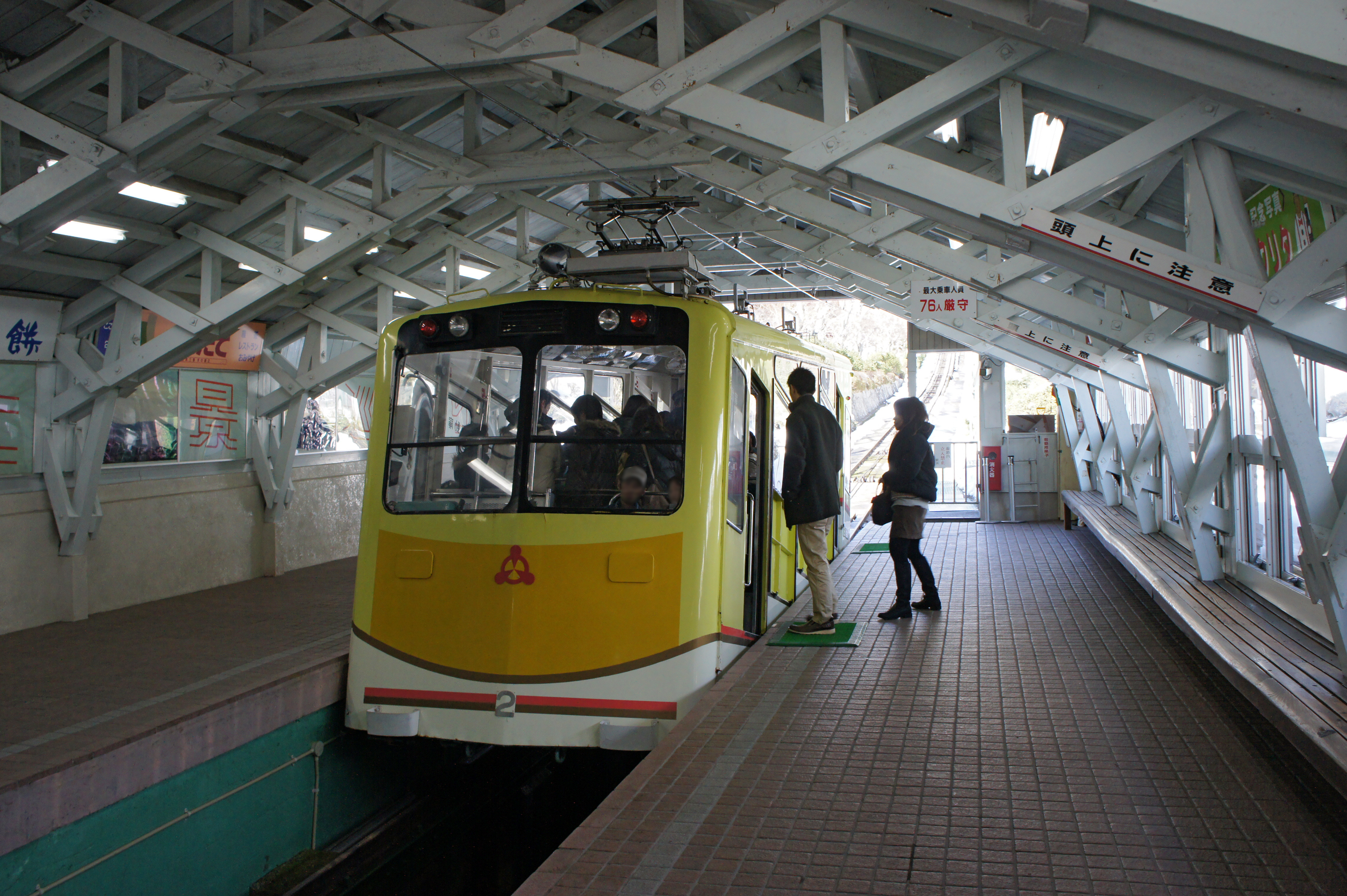
府中駅
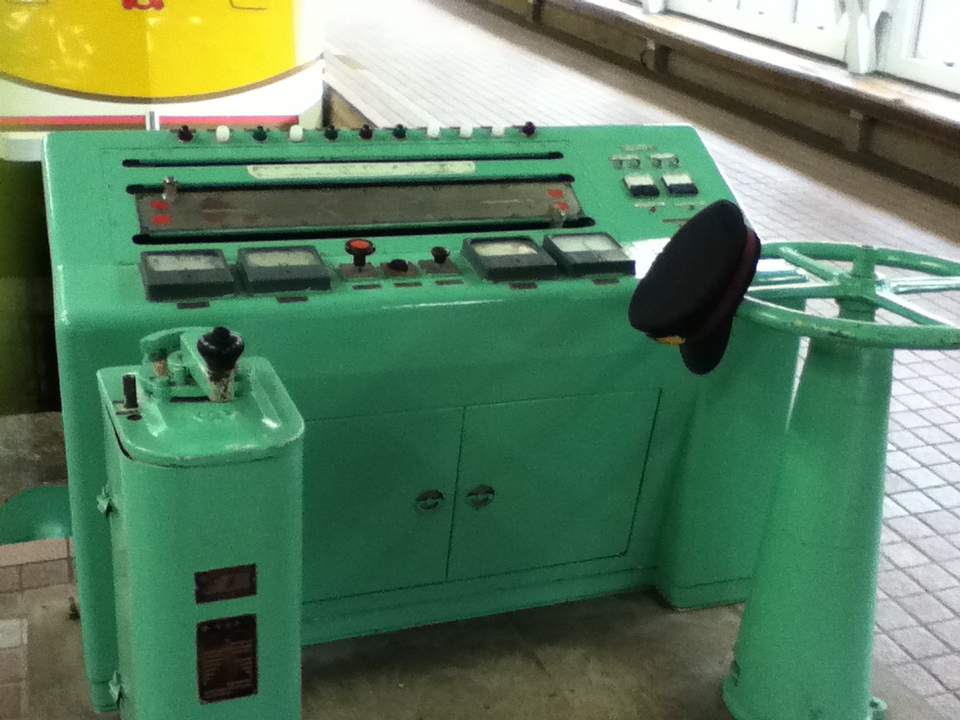
かつて使用されていた運転台（府中駅に展示）
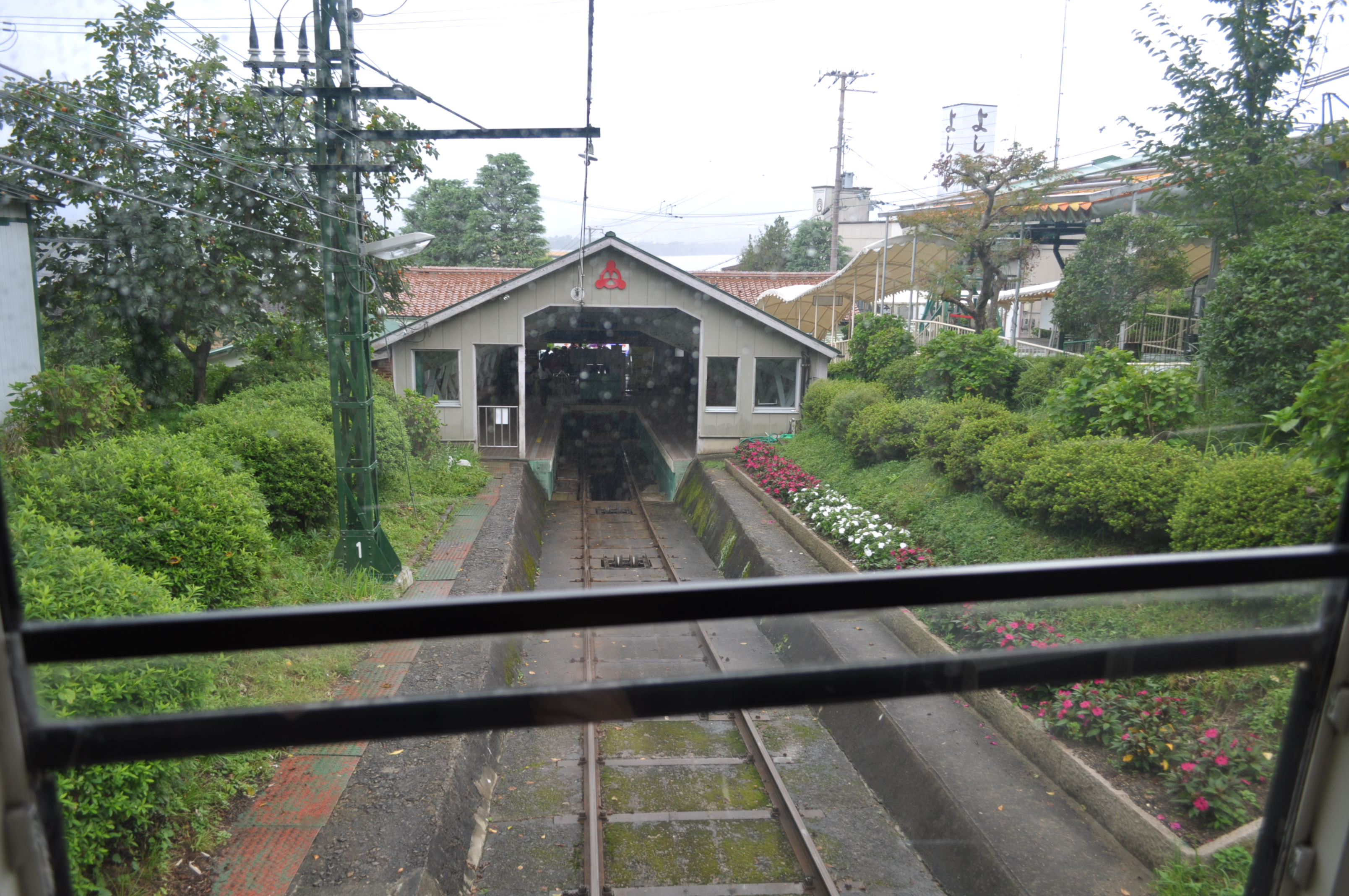
府中駅舎を望む（2015年9月10日撮影）
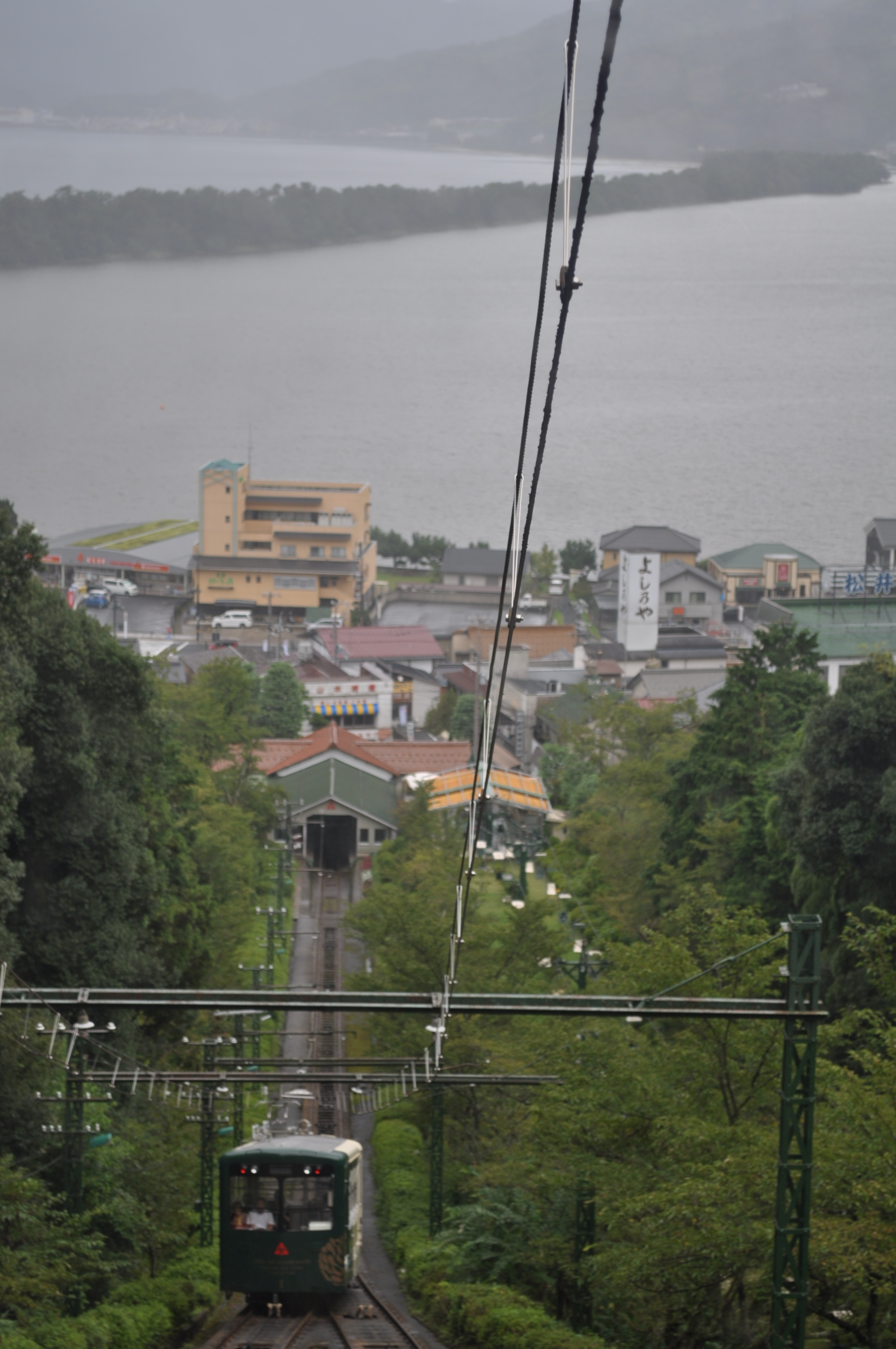
中間点から天橋立を望む（2015年9月10日撮影）
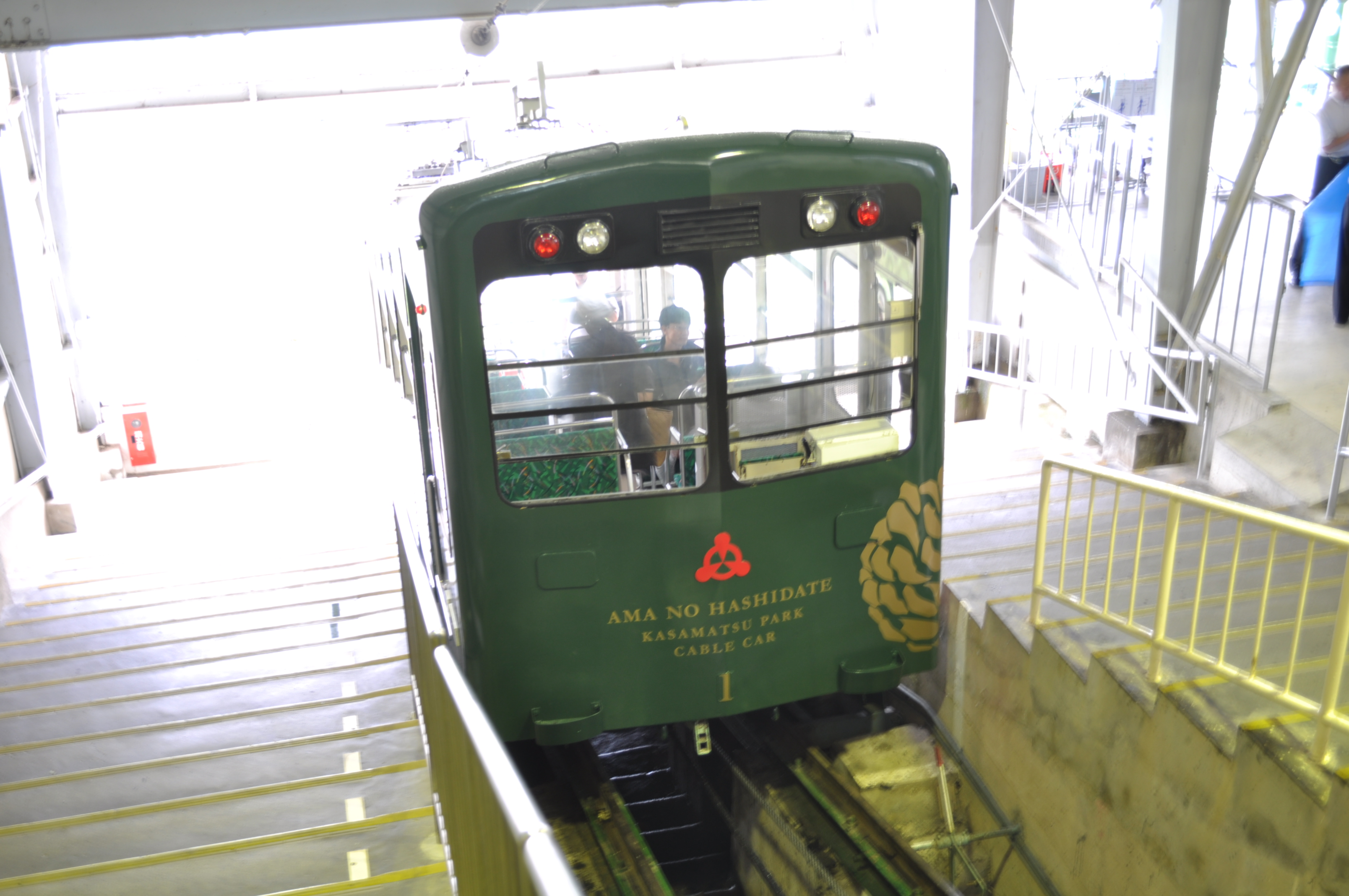
傘松駅のケーブルカー（2015年9月10日撮影）
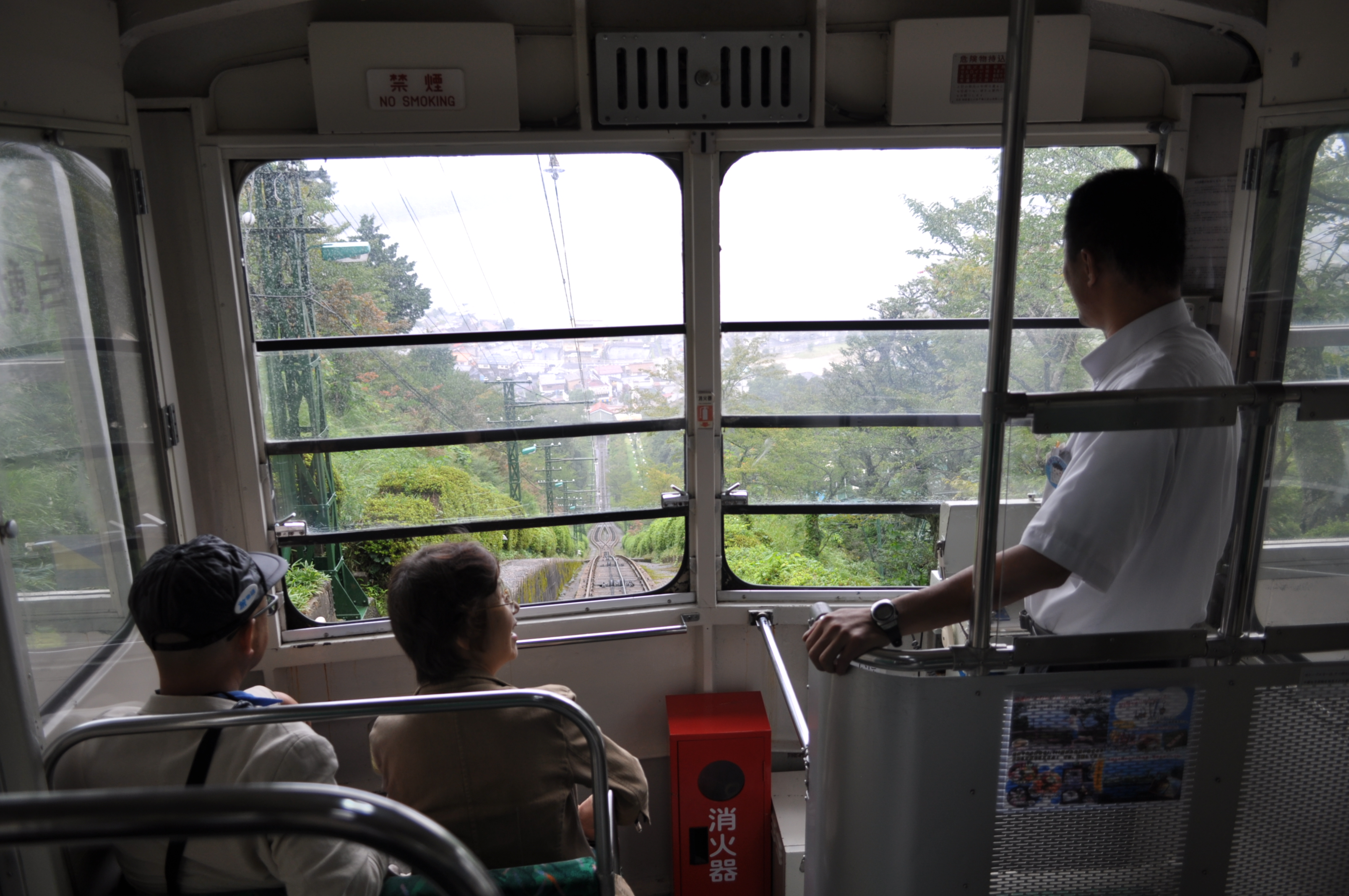
ケーブルカーの前方席（2015年9月10日撮影）
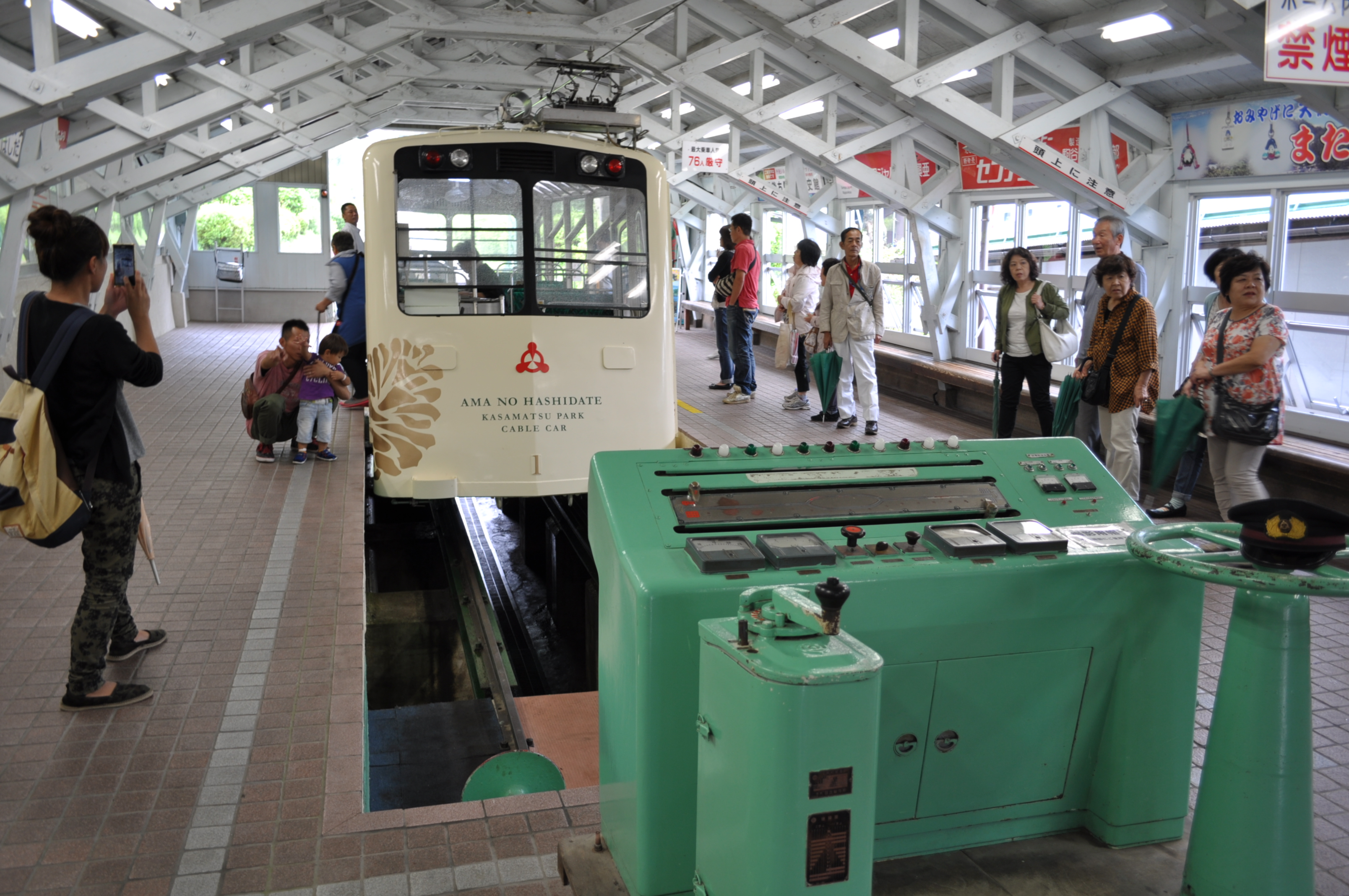
府中駅のケーブルカー（2015年9月10日撮影）
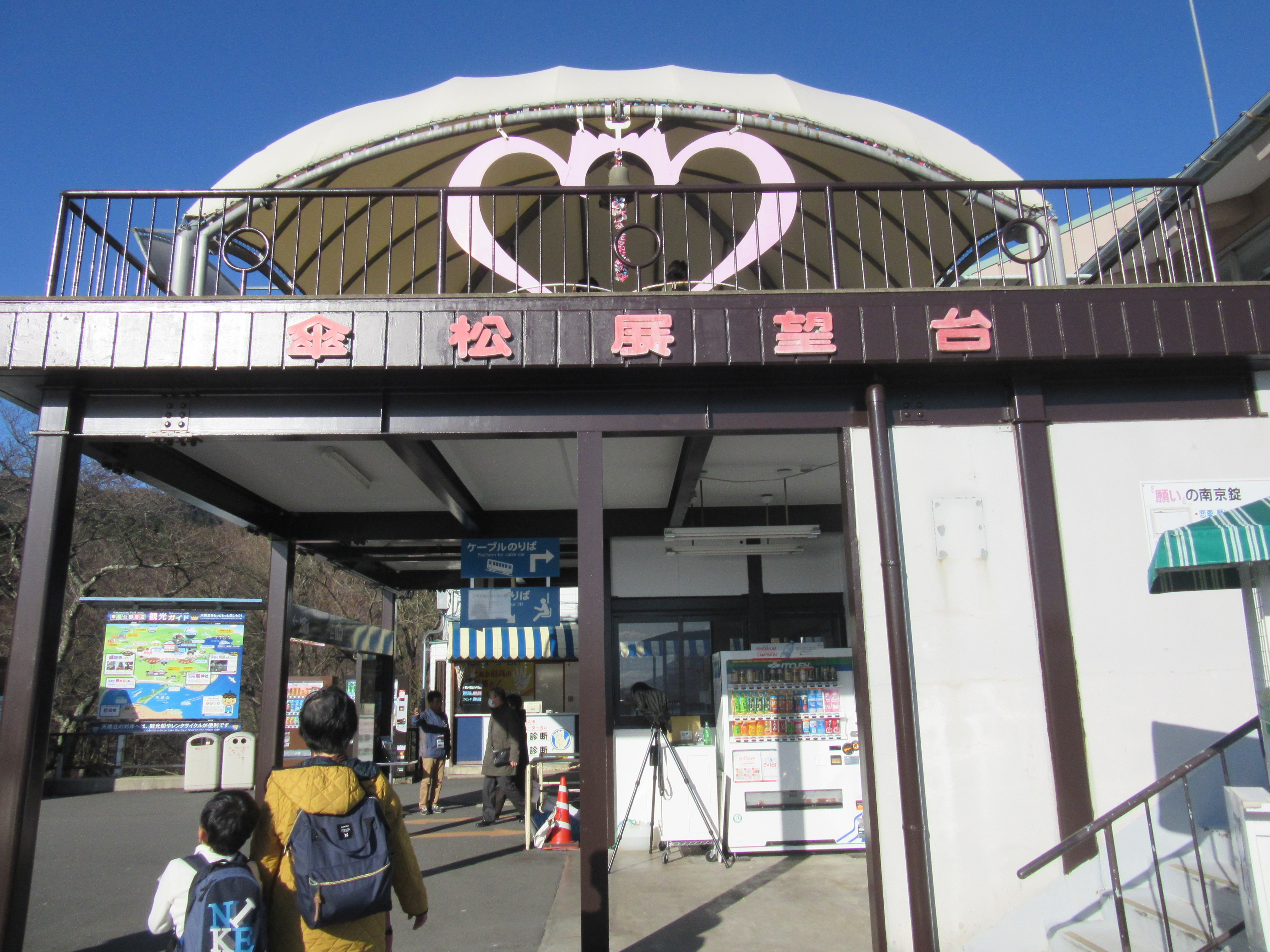
傘松駅（2016年12月25日撮影）

## 接続路線
- 府中駅：WILLER TRAINS（京都丹後鉄道）宮豊線の天橋立駅から丹後海陸交通バスまたは同社観光船利用。もしくは天橋立を徒歩。